# Глория-ду-Рибатежу
Глория-ду-Рибатежу (порт. Glória do Ribatejo)  —  район (фрегезия) в Португалии,  входит в округ Сантарен. Является составной частью муниципалитета  Салватерра-де-Магуш. По старому административному делению входил в провинцию Рибатежу. Входит в экономико-статистический  субрегион Лезирия-ду-Тежу, который входит в Алентежу. Население составляет 3427 человек на 2001 год. Занимает площадь 55,03 км².
Покровителем района считается Дева Мария (порт. Nossa. Sra. da Glória). 